# Benjamin Mintz

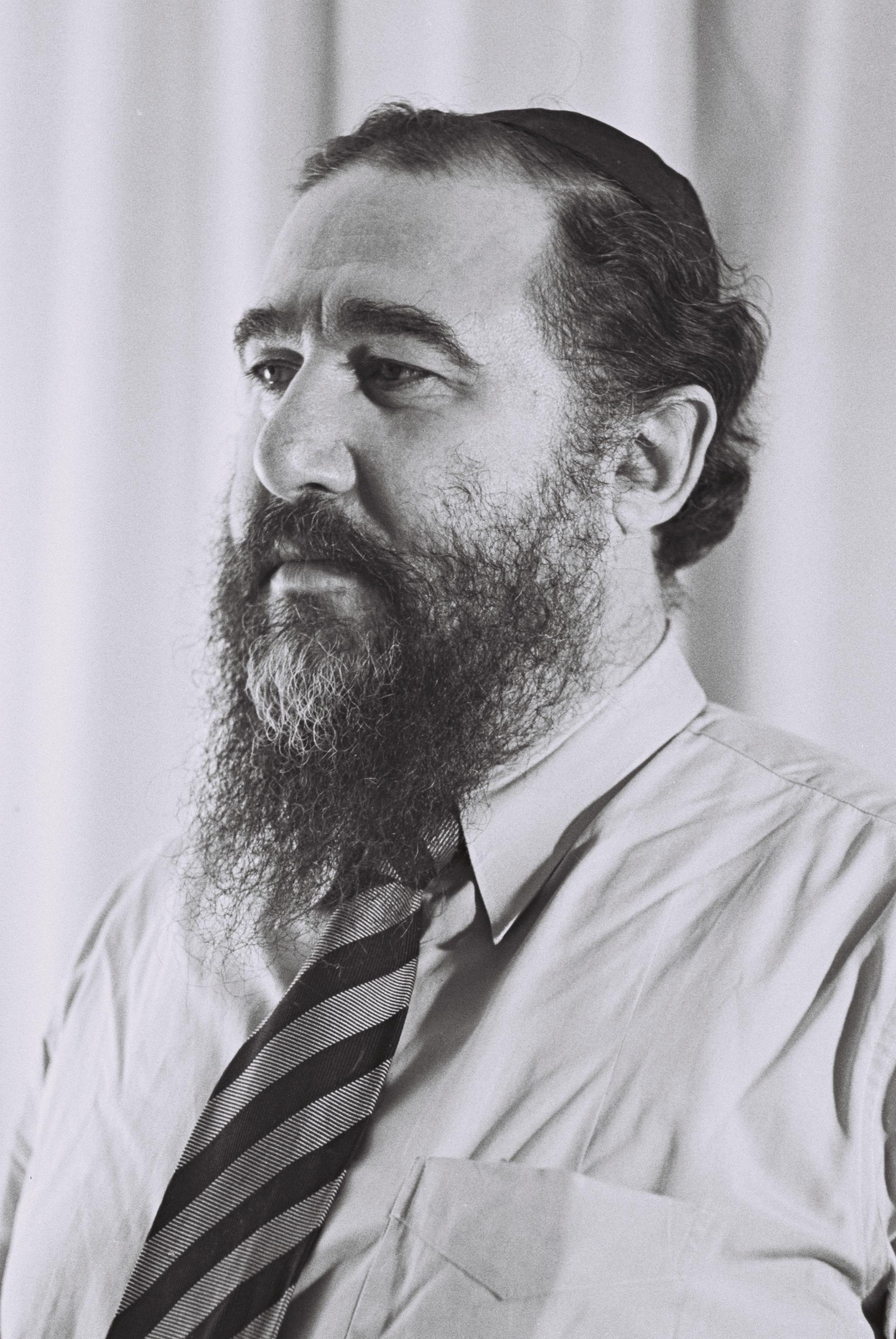
Mintz 1951

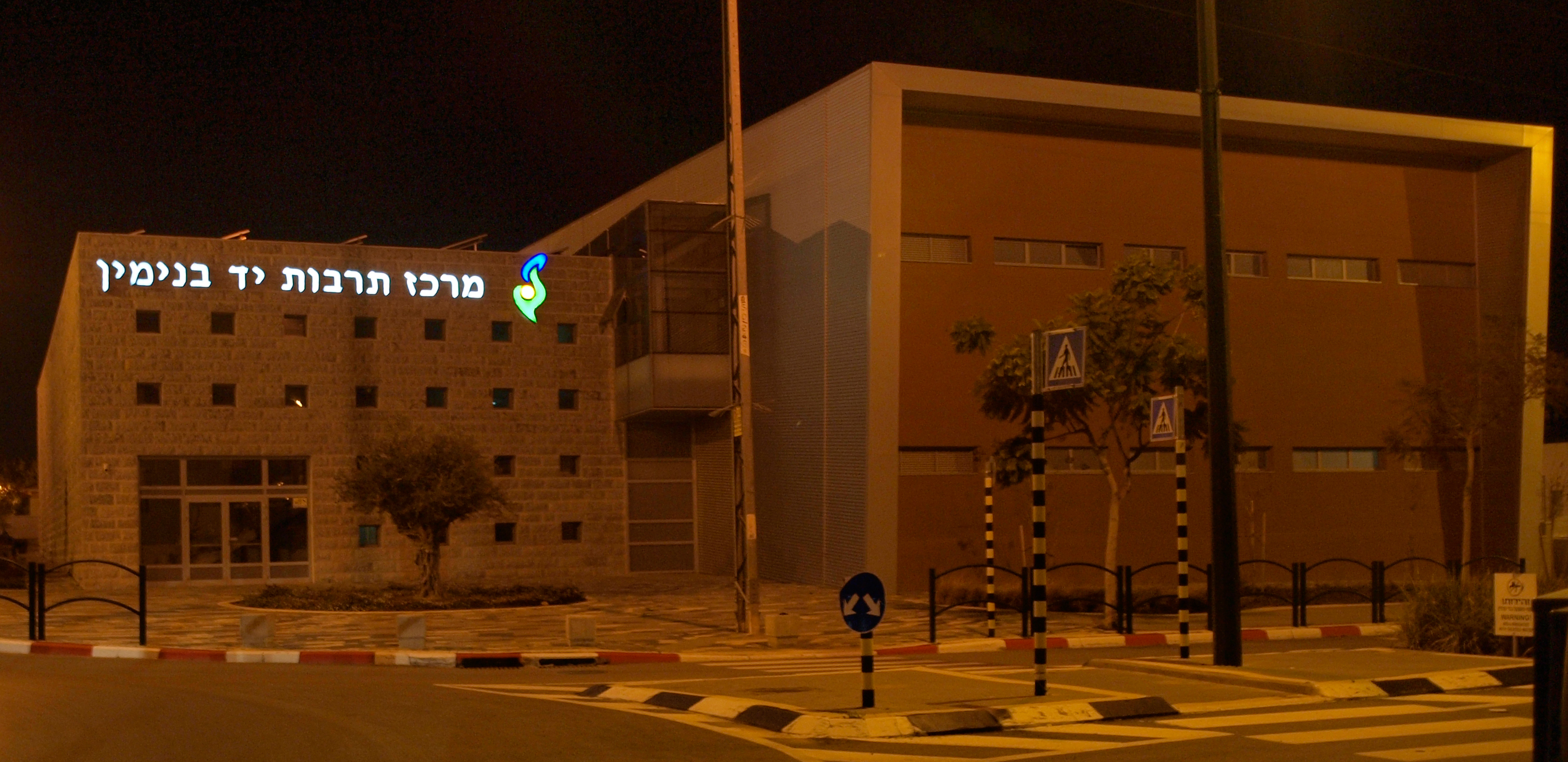
Kulturzentrum Jad Binjamin
in Jad Binjamin, Israel

Benjamin Mintz (hebräisch בִּנְיָמִין מִינץ, auch Binyamin Mintz; * 12. Januar 1903 in Łódź, russländisches Weichselland; † 30. Mai 1961) war ein israelischer Politiker und Postminister.

## Leben
Im wiedererstandenen Polen studierte Benjamin Mintz an der chassidischen Gerschule und war Mitglied der Jugendbewegung der Aguddat Jisraʾel. Er machte im Jahr 1925 seine Alija in das Völkerbundsmandat für Palästina, wo er auf Baustellen und als Drucker arbeitete.
1933 wurde er Mitglied der Poʿalei Aguddat Jisraʾel und ab 14. Mai 1948 Mitglied des israelischen Übergangsparlaments Provisorischer Staatsrat (hebräisch מוֹעֶצֶת הַמְּדִּינָה הַזְְּמַנִּית Mōʿetzet haMdīnah haZmannīt). Bei der Parlamentswahl in Israel 1949 stand er auf der Wahlliste der HaChasit haDatit haMeʾuchedet. In den Jahren 1951, 1955 und 1959 wurde er wiedergewählt. Am 17. Juli 1960 wurde er durch David Ben-Gurion zum Postminister ernannt und übte dieses Amt bis zu seinem Tod im Mai 1961 aus. Die Benennung des 1962 gegründeten Ortes Jad Binjamin (auch Yad Binyamin) in der südlichen Schfelah erfolgte zu Ehren von Benjamin Mintz.